# 统一共产同盟
统一共产同盟（日语：／）是日本的一个新左翼组织，简称统共同。1961年，日本共产党在大阪市立大学的党小组脱党成立了该组织。当时取名为争取和平与社会主义学生同盟。成立之初，该组织推崇“构造改革”理论。该组织的机关报是《现代革命》（每月发行一次）。